# Tutana, Argeș
Tutana este un sat în comuna Băiculești din județul Argeș, Muntenia, România. Se află în partea central-vestică a județului, în Podișul Cotmeana, pe râul Tutana (afluent al Argeșului). În zona satului se află mănăstirea Tutana (secolele al XIV-lea–al XV-lea). La recensământul din 2002 avea o populație de 1.715 locuitori.